# ZC2HC1B
ZC2HC1B (англ. Zinc finger C2HC-type containing 1B) – білок, який кодується однойменним геном, розташованим у людей на короткому плечі 6-ї хромосоми. Довжина поліпептидного ланцюга білка становить 222 амінокислот, а молекулярна маса — 24 665.
| 10         |  | 20         |  | 30         |  | 40         |  | 50         |
| ---------- |  | ---------- |  | ---------- |  | ---------- |  | ---------- |
| MAGAEPFLAD |  | GNQELFPCEV |  | CGRRFAADVL |  | ERHGPICKKL |  | FNRKRKPFSS |
| LKQRLQGTDI |  | PTVKKTPQSK |  | SPPVRKSNWR |  | QQHEDFINAI |  | RSAKQCMLAI |
| KEGRPLPPPP |  | PPSLNPDYIQ |  | RPYCMRRFNE |  | SAAERHTNFC |  | KDQSSRRVFN |
| PAQTAAKLAS |  | RAQGRAQMGP |  | KKEPTVTSAV |  | GALLQNRVLV |  | ATNEVPTKSG |
| LAMDPASGAK |  | LRQGFSKSSK |  | KD         |  |            |  |            |

A: Аланін

C: Цистеїн

D: Аспарагінова кислота

E: Глутамінова кислота

F: Фенілаланін

G: Гліцин

H: Гістидин

I: Ізолейцин

K: Лізин

L: Лейцин

M: Метіонін

N: Аспарагін

P: Пролін

Q: Глутамін

R: Аргінін

S: Серин

T: Треонін

V: Валін

W: Триптофан

Білок має сайт для зв'язування з іонами металів, іоном цинку. 